# Melchior Adam Weikard

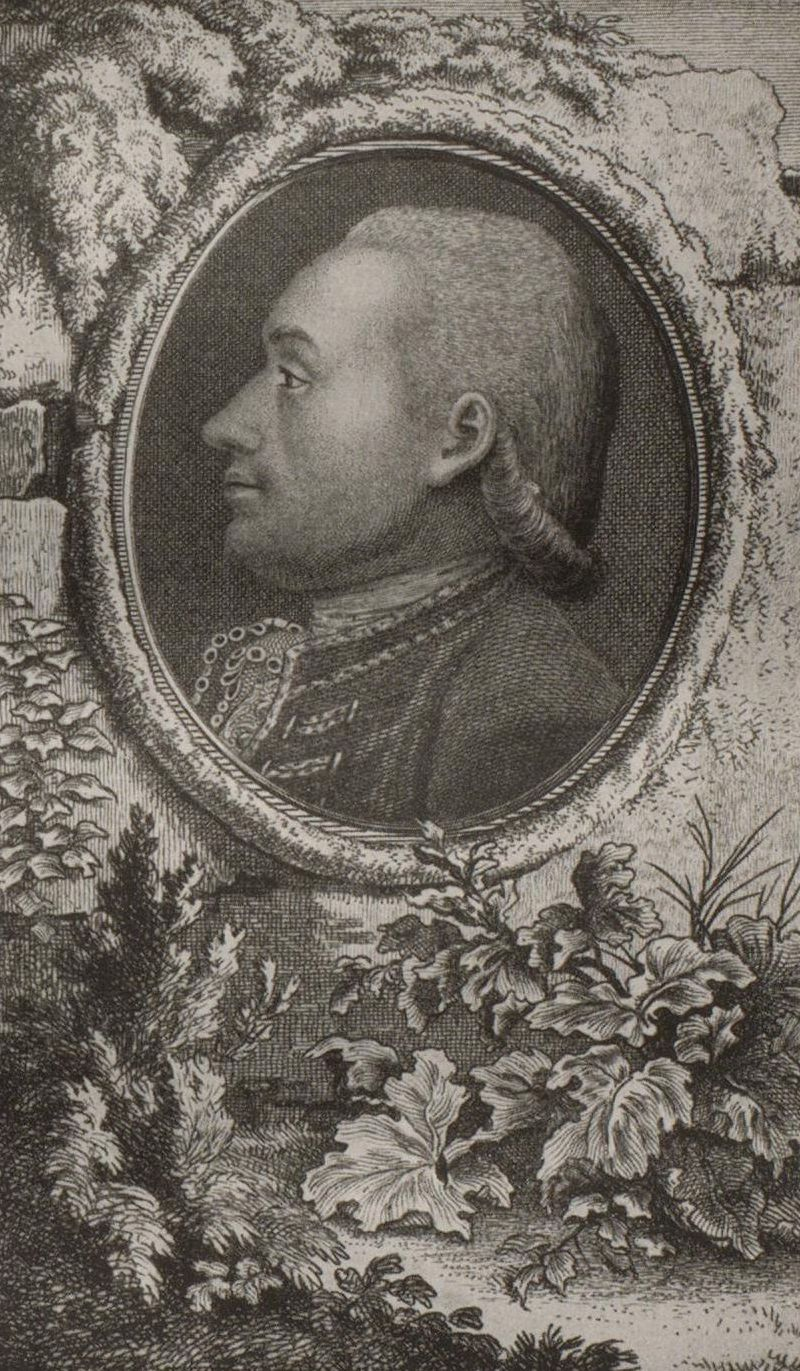
Melchior Adam Weikard

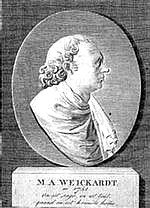
Melchior Adam Weikard

Melchior Adam Weikard, auch Weickard und Weikhard (* 27. April 1742 in Römershag (heute Stadtteil von Bad Brückenau); † 25. Juli 1803 in Brückenau (heute Bad Brückenau)), war ein deutscher Arzt und Philosoph in der Zeit der Aufklärung.

## Leben
Melchior Weikard war Sohn des Gastwirtes und Brauereibesitzers Johann Nikolaus Weikard (* 1. Juni 1719; † 1796) und von Sabine Franziska Kluberdanz (* 11. September 1719; † 10. März 1758). Mit acht Jahren erlitt Weikard einen schweren Unfall, der eine dauerhafte körperliche Behinderung (Buckel) verursachte. Er studierte nach dem Besuch des Hammelburger Frobenius-Gymnasiums in Würzburg zwischen 1753 und 1758 zunächst Philosophie, dann Medizin und wurde 1764 an der Universität Würzburg bei Elias Adam Papius promoviert. Zu seinen Kommilitonen in Würzburg gehörte der spätere Chirurg Carl Caspar von Siebold, zu seinen Lehrern Johannes Vogelmann (* 1694; Mediziner und Chemiker) und Andreas Joseph Rügemer sowie die von Weikard stark kritisierten Professoren Georg Ludwig Hueber und Georg Christoph Stang.
Zunächst war Weikard als Brunnenarzt und Amtsphysikus im fuldischen Brückenau tätig. Im Jahre 1770 berief ihn der Fuldaer Fürstbischof Heinrich von Bibra nach Fulda, wo er sich als Arzt niederließ. Er stieg nacheinander zum Hofrat, Leibarzt des Fürstbischofs und Professor der Medizin an der Fuldaer Universität Adolphina auf. Weikard praktizierte zudem in seinem Haus, genannt „Sonnenbäckersch“, gegenüber der Stadtpfarrkirche St. Blasius. Daneben war er weiterhin bis 1776 als Physikus des Amtes Brückenau und Badearzt in Brückenau tätig.
Er war Anhänger der Assoziationspsychologie und der Theorien des schottischen Mediziners John Brown (1735–1788) sowie der damit verbundenen Therapieformen und Arzneien.
1784 erfolgte seine Berufung als Leib- und Hofarzt der russischen Zarin Katharina II. am Zarenhof in St. Petersburg. Dort wurde er 1785 zum Staatsrat ernannt und war bis 1789 tätig, bevor ihn die aufreibenden Gesellschaften dazu veranlassten, den russischen Hof zu verlassen.
Von 1791 bis 1792 stand er als Leibarzt im Dienst des Fürstbischofs Karl Theodor von Dalberg in Mainz, nach dem Ausscheiden praktizierte er bis 1794 in Mannheim, danach in Heilbronn. In Heilbronn ergänzte der als Wunderarzt geltende, weitgereiste Weikard als Brownianer die ansonsten dem Heilmagnetismus zugeneigten Stadtärzte Eberhard Gmelin und Friedrich August Weber. Dort entstand auch sein bei Class verlegtes Medizinisch-practisches Handbuch.
Zar Paul versuchte, Weikard mit der Ernennung zum kaiserlich-russischen Staatsrat wieder nach Russland zu locken, wodurch es zum Streit Weikards mit dem Heilbronner Magistrat kam. Statt nach Russland wandte sich Weikard nach Fulda, wo er 1803 als fürstlich-nassauischer Geheimrat zum Direktor der Medizinalanstalten ernannt wurde, bevor er im selben Jahr in seinem Geburtsort Römershag starb.
Weikard praktizierte erfolgreich als Arzt und veröffentlichte zahlreiche Schriften nicht nur zu medizinischen Themen. Er ließ sich in Gersfeld in den Bund der Freimaurer aufnehmen, kam aber über den Grad des Lehrlings nicht hinaus.
In einer Analyse des Werks Der philosophische Arzt kommen Russell A. Barkley und Helmut Peters zum Schluss, dass „Mangel der Aufmerksamkeit“ („Attentio Volubilis“), wie Weikard es im dritten Kapitel beschreibt, die historisch erste vergleichbare Beschreibung dessen ist, was heutzutage als Aufmerksamkeitsdefizit-/Hyperaktivitätsstörung bekannt ist.

## Familie
Weikard war der Vater der Schriftstellerin Marianne Sophie Weikard (1770–1823) und Bruder des Amtsvogtes und ersten Tiefbrunnenbohrers Georg Ignaz Weikard. Seine Schwester Sabine Franziska Weikard war die Mutter des Apothekers und Begründers des Heilbades Orb, Franz Leopold Koch.

## Ehrungen
Am 7. April 1770 wurde Melchior Adam Weikhard mit dem akademischen Beinamen Amphilochus unter der Matrikel-Nr. 731 als Mitglied der Leopoldina gewählt.
Die Stadt Fulda ehrte den bedeutenden Arztphilosophen Weikard 1964 mit der Namensgebung einer Straße. Auch in Bad Brückenau befindet sich eine Dr.-Melchior-Adam-Weikard-Straße.

## Schriften (Auswahl)
- Gemeinnützige und medicinische Beiträge. Frankfurt/Leipzig 1770.
- Observationes medicae. Frankfurt 1775.
- Der philosophische Arzt. Frankfurt 1773–1775 (mehrere Auflagen).
- Vermischte medicinische Schriften. Frankfurt 1778–1780 (mehrere Auflagen).
- Biographie des Herrn Wilhelm Friedrich v. Gleichen genannt Rußworm Herrn auf Greifenstein, Bonnland und Ezelbach, ec. ec. Ihro Römisch-Kaiserlichen Majestät würklichen Rathes, Ritters des Brandenburgischen erneuerten rothen Adler-Ordens, Hochfürstl. Brandenburg-Culmbachischen geheimden Raths und Reis-Ober-Stallmeisters, der Fränkischen Reichs-Ritterschaft Orts Rhön-Werra erbettenen Ritter-Raths, dann der Churmainzischen Akademie nützlicher Wissenschaften Mitglieds, Ehrenmitglieds des Hochfürstlichen Instituts der Moral und schönen Wissenschaften auf der Friedrich Alexanders Akademie, wie auch der Gesellschaft Naturforschender Freunde zu Berlin. 1783 Digitalisat
- Von der eigentlichen Kraft, wodurch Vegetation und Nahrung geschieht. Frankfurt 1786.
- Von Schwaermerey und Aufklaerung. Frankfurt/Leipzig 1788
- Neueste Nachricht von den Mineralwassern bey Brückenau im Fuldischen. Fulda 1780 (mehrere Auflagen).
- Entwurf einer einfachen Arzneykunst oder Erläuterung und Bestätigung der Brown'schen Arzneylehre. Frankfurt 1795 (mehrere Auflagen, auch ins Italienische, Französische und Spanische übersetzt).
- Medicinisch-practisches Handbuch auf Brown'sche Grundsätze und Erfahrungen gegründet. Heilbronn 1797 (mehrere Auflagen, auch mehrmals ins Italienische übersetzt).
- Toilettenlektüre für Damen und Herren. Frankfurt 1797.
- Biographie des Dr. M. A. Weikard von Ihm selbst herausgegeben. Berlin/Stettin 1784.
- Denkwürdigkeiten aus der Lebensgeschichte des Kaiserlich Russischen Etatsrathes M. A. W. nach seinem Tode zu lesen. Frankfurt/Leipzig 1802.
- „Biographie“ und „Denkwürdigkeiten“. Hrsg., mit einem Nachwort und Erläuterungen versehen von Franz-Ulrich Jestädt. Ulenspiegel, Fulda 1988, ISBN 3-9801740-0-X (Nachdruck der Ausgaben von 1784 und zum Teil 1802).